# Strix chacoensis
Strix chacoensis là một loài chim trong họ Strigidae.
Loài hù này sinh sống ở vùng rừng khô Chaco ở nam Bolivia, tây Paraguay và bắc Argentina. Chúng có đầu tròn, phần dưới có thanh và cổ họng màu trắng. 
Loài này sinh hoạt về đêm và thường được tìm thấy ở những cảnh quan khô hạn với những bụi cây gai ở các khu vực đồi núi. 